# Pułk Konny Żelaznej Dywizji
3 pułk konny Żelaznej Dywizji – oddział kawalerii Armii Ukraińskiej Republiki Ludowej.

## Formowanie i zmiany organizacyjne

### I formowanie
W wyniku rozmów atamana Symona Petlury z naczelnikiem państwa i zarazem naczelnym wodzem wojsk polskich Józefem Piłsudskim prowadzonych w grudniu 1919, ten ostatni wyraził zgodę na tworzenie ukraińskich jednostek wojskowych w Polsce.
Pułk został sformowany na bazie 42 konnego oddziału partyzanckiego kozaków dońskich z sotni Michaiła Frołowa z białogwardyjskiej Samodzielnej Rosyjskiej Armii Ochotniczej gen. Nikołaja Bredowa, który na początku marca 1920 przeszedł na stronę URL i dołączył do Samodzielnej Brygady Strzelców płk. Ołeksandra Udowyczenki. W związku formowaniem 2 Dywizji Strzelców, oddział przemianowany został na 2 pułk kawalerii. 9 czerwca otrzymał nr 3, ale planowana nazwa „Podolski” nie została zatwierdzona.
Rozkazem Dowództwa Armii Czynnej nr 183 z 1 października 1920 zatwierdzono oficjalnie nową nazwę jednostki – 3 pułk konny Żelaznej Dywizji. W drugiej połowie października do Armii Czynnej dołączyła Zbiorcza Dywizja Kozacka esauła Michaiła Jakowlewa. Co prawda oficjalnie nie wydano zezwolenia, ale praktycznie składający się przeważnie z kozaków dońskich pułk pod koniec listopada przeszedł pod rozkazy Jakowlewa.

### II formowanie
Przejście kadrowego pułku kawalerii dywizji pod dowództwem sot. Frołowa do Kozaków esauła Jakowlewa wymusiło formowanie nowej jednostki. W październiku 1920 w Dunajowcach rozpoczęto jej organizowanie z nowo zmobilizowanych rekrutów. W jej wyniku liczebność oddziału znacznie wzrosła. W związku z podpisaniem przez Polskę układu o zawieszeniu broni na froncie przeciwbolszewickim, od 18 października  wojska ukraińskie zmuszone były prowadzić działania zbrojne samodzielnie.
Do listopada nie zdążono jednak zakończyć formowania, dlatego też w bojach z bolszewikami brały udział tylko jego samodzielne sotnie. 
Po internowaniu wojsk URL w Polsce, do składu 3 pułku konnego Żelaznej Dywizji włączono całą kawalerię 3 Dywizji Strzelców, oraz resztki półsotni kureni i sotni brygad.
W związku z demobilizacją Armii URL i likwidacją obozów internowania żołnierzy ukraińskich w Polsce, pułk w 1924 został rozformowany.

## Żołnierze pułku
| Dowódcy jednostki       |                        |               |
| Stopień imię i nazwisko | Okres pełnienia służby | Uwagi         |
| sot. Michaił Frołow     | podczas całej wojny    | I formowanie  |
| sot. Anton Homza        | X 1920 - koniec wojny  | II formowanie |